# Johann Friedrich von Eschscholtz
Johann Friedrich von Eschscholtz, né le 1er novembre 1793 à Dorpat dans le gouvernement de Livonie appartenant à la Russie, (aujourd'hui Tartu en Estonie) et mort en mai 1831, est un médecin, botaniste et naturaliste allemand germano-balte, sujet de l'Empire russe.

## Biographie
Il étudie la médecine à l'Université de Dorpat, puis exerce ensuite la médecine toute sa vie. Parallèlement, il est professeur extraordinaire d'anatomie en 1819, puis ordinaire en 1828, et directeur d'un musée zoologique en 1822.
Eschscholtz est surtout célèbre pour avoir participé à deux voyages autour du globe, dirigés par Otto von Kotzebue (1787-1846), de 1815 à 1818, puis de 1823 à 1826. Il occupe le poste de médecin, mais réalise également des observations scientifiques. Il est l'un des premiers scientifiques à étudier le Pacifique, notamment l'Alaska et la Californie. Il faut citer, parmi ses publications, System der Akalephen (1829) et Zoologischer Atlas (1829-1833). Eschscholtz est le premier naturaliste qui décrit les entéropneustes (Balanoglossus), qu'il découvre dans les îles Marshall en 1825.
Kotzebue lui dédie l'une des îles de cet archipel, l'île Eschscholtz. Celui-ci est rebaptisé en Bikini en 1946. Le genre botanique Eschscholzia (sans t entre le l et le z), auquel appartient le pavot de Californie, a été nommé en son honneur par le poète et botaniste allemand Adelbert von Chamisso qui participa aussi au tour du monde.